# Jenisejbugten
Jenisejbugten (russisk: Енисейский залив – Jenisejskij zaliv) er en stor bugt i det nordlige Rusland. Den ligger længst mod nord i Krasnojarsk kraj, hvor floden Jenisej udmunder i Karahavet.
Bugten begynder i fortsættelsen af Jenisej-flodens udløb og udvider sig til en bredde på omkring 50 kilometer. Den er 250 km lang og går stort set i nord-sydlig retning.
I bugtens sydlige ende, ved Jenisejs udløb, ligger de lange og flade Brekhovskij øer (russisk: Бреховские острова). Længere nordpå bliver bugten bredere og vandet mere saltholdigt. Krestovskij ø (russisk: Остров Крестовский) ligger ved østkysten af bugten. Ved Jenisejbugtens munding i Karahavet ligger Sibirjakov ø.
Området har arktisk klima med lange og iskolde vintre med hyppige storme. Hele regionen omkring nedre Jenisej er øde og tyndt befolket, og jorden er præget af permafrost. Det er kun lidt vegetation, i form af moser, lav og græs.
Jenisejbugten er frosset til omkring ni måneder af året, og selv om sommeren er den næsten aldrig helt fri for isflager. Om vinteren bliver skibsruterne i bugten og op over Jenisej til havnebyen Dudinka holdt åbne ved hjælp af isbrydere.
Jenisejbugten indgår i Store Arktis statslige naturreservat, Ruslands største naturfredningsområde.